# La avispa (bar)
La avispa es un bar LGBTQ+ de San José fundado en 1979. Ubicado en el centro de la capital, es pionero en Costa Rica en ser un espacio de convivencia y socialización de la comunidad así como de lucha por los derechos humanos de la misma.

## Historia
Ana Vega fundó La avispa fue fundado el 24 de mayo de 1979 tras sufrir una redada en el Bar Vimos. La primera sede de La avispa fue en El Alto de Guadalupe. A finales de los años 80 recibió constantes redadas policiales al igual que el bar Julian's debido a los prejuicios de que la pandemia del VIH de entonces se concentraba en los bares de la comunidad.
Debido al acoso policial y la discriminación que se vivía en la época La avispa tuvo que trabajar a puerta cerrada hasta 1990. Contó con un sistema de aviso para los acosos policiales, mediante una luz que se encendía cuando llegaban los operativos y era la señal para que las mujeres y los hombres bailaran juntos; de este modo, no había forma de ser acusados dado que eran parejas heterosexuales.

Recuerdo que en La Avispa, se prendía una luz en la pista de baile. Eso significaba que te ibas a sentar o cambiabas de pareja con una pareja de gays. Así, cuando entraba la policía, lo que encontraban era parejas compuestas por hombre y mujer en vez de parejas del mismo sexo. Aun así, la policía se llevaba a algunas de las personas que estaban en el bar y si se resistían, les daban garrote. Aun con todo el peligro que ir a un bar representaba, muchas seguíamos yendo porque se sentía rico estar en un espacio donde la heterosexualidad no era la norma, se gozaba, se conocía a gente linda y, además, sentíamos que era nuestro derecho
Alda Facio, "Ser lesbiana a finales del siglo pasado".

La avispa fungió históricamente como un sitio de defensa de los derechos humanos de la comunidad LGBT. Contó con actividades enfocadas en la cultura lésbica, como lecturas de poesía, conciertos, círculos de discusión e información. Dichas actividades se realizaban por las tardes y con asistencia de sólo mujeres con fines de seguridad.
El 11 de enero de 2018 la entonces vicepresidenta Ana Helena Chacón celebró en La avispa la Opinión Consultiva de la Corte Interamericana de Derechos Humanos que determinó la creación de un marco legal en Costa Rica y otros 10 países para reconocer el matrimonio igualitario.